# Sant Feliu de Boada
Sant Feliu de Boada este o localitate în Spania în comunitatea Catalonia în provincia Girona. În 2005 avea o populație de 115 locuitori.

Municipiu din Sant Feliu de Boada

1. ↑   https://analisi.transparenciacatalunya.cat/Demografia/Nomencl-tor-estad-stic-d-entitats-i-nuclis-de-pobl/tssr-jqsj/about_data Lipsește sau este vid: |title= (ajutor)
2. ↑  Nomenclátor Geográfico de Municipios y Entidades de Población (20240402 edition)
3. ↑  Atles de la Catalunya Senyorial. Els ens locals en el canvi de règim (1800-1860)[*] Verificați valoarea |titlelink= (ajutor)
4. ↑   (PDF) http://centrodedescargas.cnig.es/CentroDescargas/documentos/Memoria_NGMEP.pdf Lipsește sau este vid: |title= (ajutor)